# Vivi Bak
Pour les articles homonymes, voir Vivi (homonymie).
Vivi Bak (parfois nommée Vivi Bach ou Vivienne Bach), née le 3 septembre 1939 à Copenhague et morte le 22 avril 2013  à Santa Eulària des Riu (Ibiza, Baléares), est une chanteuse de schlager, actrice, animatrice de télévision et écrivaine danoise.

## Discographie
| Disque Face A/B -______________________________________   | parution___ | maison de disques |
| Singen – Swingen / Die Cowboys von der Silver-Ranch       | 8/1960      | Electrola         |
| Alle Männer sind Räuber / Mi scusi, mi scusi, Signor      | 10/1960     | Philips           |
| Voulez-vous Monsieur / Playboy                            | 1/1961      | Philips           |
| In Ko-Ko-Kopenhagen / Tu was du willst                    | 7/1961      | Philips           |
| Ein kleines Indianergirl / Sieben süße Küsse              | 1/1962      | Philips           |
| Wenn die Musik spielt am Wörthersee / Das süße Leben      | 5/1962      | Philips           |
| Wo ist der Mann mit dem Bart / Da kam ein junger Mann     | 8/1962      | Philips           |
| Hey Vivi - Hey Gerhard / Kleines Haus                     | 5/1963      | Philips           |
| King-Hully-Gully / Die Musik und die Liebe                | 11/1963     | Philips           |
| Ja, wenn der Mondschein nicht wär / Tivoli-Twist          | 12/1963     | Philips           |
| Sole, Sole, Sole / Nachts sind Küsse noch einmal so       | 2/1964      | Philips           |
| Let's Shake / Dreamy Boy                                  | 6/1964      | Philips           |
| Hey Boy / Jeder nennt mich Baby                           | 3/1965      | Ariola            |
| Snib Snab Snob / Leg die Pistole weg                      | 8/1965      | Ariola            |
| Bei mir beißen nicht nur kleine Fische / Zähl die Stunden | 8/1965      | Ariola            |

## Filmographie
| - 1958 : Krudt og klunker - 1958 : Seksdagesløbet - 1958 : Pigen og vandpytten - 1959 : Immer die Mädchen - 1959 : Uns kann keiner - 1959 : Pigen i søgelyset - 1959 : Soldaterkammeradter rykker ud - 1959 : Gitarren klingen leise durch die Nacht - 1960 : Schlagerparade - 1960 : Wir wollen niemals auseinandergehen - 1960 : Schlagerraketen – Festival der Herzen - 1960 : Kriminaltango - 1961 : Les Aventures du comte Bobby - 1961 : Die Schlagerparade - 1961 : Am Sonntag will mein Süßer mit mir segeln gehn - 1961 : So liebt und küßt man in Tirol - 1961 : Unsere tollen Tanten - 1961 : … und du mein Schatz bleibst hier - 1962 : Musica-stop - 1962 : Wenn die Musik spielt am Wörthersee - 1962 : Verrückt und zugenäht - 1962 : Der verkaufte Großvater - 1963 : Unsere tollen Nichten - 1963 : Dronningens vagtmester | - 1963 : Das Rätsel der roten Quaste - 1963 : … denn die Musik und die Liebe in Tirol - 1963 : Death Drums Along the River - 1964 : Holiday in St. Tropez - 1964 : Mon colt fait la loi - 1965 : Le Secret de la liste rouge - 1965 : Tausend Takte Übermut - 1965 : Ein Ferienbett mit 100 PS - 1965 : Amore all'italiana - 1966 : Per un pugno di canzoni - 1966 : Espionnage à Capetown - 1966 : Elsk din næste - 1966 : Pfeifen, Betten, Turteltauben - 1966 : Liebesspiel im Schnee - 1967 : Typhon sur Hambourg - 1967 : Vergiß nicht deine Frau zu küssen - 1967 : Herrliche Zeiten im Spessart - 1967 : Onkel Joakims hemmelighed - 1968 : Typhon sur Hambourg (Con la muerte a la espalda) de Alfonso Balcázar. - 1968 : Otto ist auf Frauen scharf - 1968 : Services spéciaux, division K - 1968 : Det er så synd for farmand - 1969 : April – April - 1969 : Ein Tag ist schöner als der andere |